# Кахалани, Авигдор
Авигдор Кахалани (ивр. אביגדור קהלני‎) — израильский военный, политический и общественный деятель.

## Биография
Авигдор Кахалани родился в 1944 году, в Нес-Ционе, в семье выходцев из Йемена Моше и Сары Кахалани. Учился в Обществе Ремесленного Труда (ОРТ) на курсе механики. В 1962 году призвался в ЦАХАЛ, службу проходил в танковых войсках. С отличием окончил курс сержантов и был направлен на офицерские курсы, которые не смог окончить. Был послан на курсы танковых офицеров (ивр.קורס קציני-שריון) и позже произведён в лейтенанты.
В Шестидневной войне Кахалани командует танковой ротой и получает тяжёлое ранение в бою на Синае. У Кахалани обожжено 60 % поверхности кожи и он проводит год в госпитале и переносит 12 пластических операций. За этот бой Авигдор Кахалани награждён медалью «За отличие».
В войне Судного дня Кахалани командует 77 танковым батальоном и принимает участие в боях на Голанских высотах. В бою вблизи города Кунейтра батальону под командованием Кахалани удалось остановить превосходящие силы противника и уничтожить десятки сирийских танков. Сам Кахалани командовал батальоном из открытого люка одного из танков. За этот бой он получает высшую награду Израиля — медаль «За героизм». В этой войне Кахалани потерял брата Эманнуэля и шурина Илана.
В операции «Мир Галилее» Кахалани командовал бронетанковой дивизией «Гааш». В отставку вышел в звании бригадного генерала (тат алуф).

## Политическая деятельность
В 1992 году, Кахалани избирается в кнессет по списку партии Авода. В следующем году выставляет свою кандидатуру на пост мэра Тель-Авива, но проигрывает представителю Ликуда Рони Мило.
В 1995 году, Кахалани принимает участие в создании новой политической партии «Третий путь» (ивр.הדרך השלישית). Основным требованием новой партии стал полный отказ от возвращения Сирии Голанских высот, на фоне слухов о тайных переговорах израильских и сирийских политиков. Партия получает 4 мандата и премьер-министр Биньямин Нетаньяху отдаёт пост министра внутренней безопасности Авигдору Кахалани.
На следующих выборах партия «Третий путь» не проходит процентный барьер и Кахалани начинает заниматься общественной деятельностью. С ноября 2007 года он возглавляет «Объединение для помощи солдатам» (ивр. האגודה למען החייל).
Авигдор Кахалани написал 5 книг, он обладатель научных степеней по истории и политологии. Кахалани женат, у него трое детей.